# Македонські Телеком
Македонські Телеком АД (мак. Акционерско друштво «Македонски Телеком») — македонська телекомунікаційна компанія, заснована 1 січня 1997 як частина угорської телекомунікаційної компанії Magyar Telekom, що підпорядковується, в свою чергу, материнській німецькій телекомунікаційній компанії Deutsche Telekom. Головна діяльність — сфера телефонного зв'язку, доступу в Інтернет, цифрове телебачення, керує національною телефонною мережею. Входить у число 10 найбільш успішних македонських приватних підприємств.

## Історія

### Заснування «Македонскі Телекомунікації»
1 січня 1997 було утворено акціонерне товариство «Македонскі Телекомунікації» — державне підприємство, власником якого була Пошта Македонії. Компанія-попередник «ПТТ Македонија» займалася забезпеченням зв'язку, поштовими і банківськими операціями в країні. Незабаром її розділили на телекомунікаційну та власне поштову компанії. У березні 1998 року вона була зареєстрована на біржі Скоп'є в рамках підготовки до процесу приватизації.

### Приватизація
15 січня 2001 Уряд Північної Македонії і угорська телекомунікаційна компанія Matav підписали контракт, за яким контрольний пакет акцій (51 %) передавався в розпорядження Matav, і угорці ставали фактично власниками підприємства. Станом на жовтень 2008 року частина акцій ще була у володінні Уряду Македонії. 1 червня 2001 розпочала свою роботу дочірня компанія T-Mobile Macedonia (раніше відома як Mobimak).

### Ребрендинг
1 травня 2008 АТ «Македонски Телекомунікації» стало частиною мережі підприємств Deutsche Telekom і отримало своє поточне повне найменування «Македонськи Телеком АД — Скоп'є». В ході ребрендингу відбулося об'єднання македонських філій T-Home і T-Mobile в єдину компанію «T-Mobile Macedonia», дизайн якої був запозичений у Deutsche Telekom Group. На ринку з'явилися нові послуги і продукти компанії, в тому числі системи Double Play і Triple Play.

### Об'єднання
1 липня 2015 відбулося повне злиття «Македонски Телеком» і «T-Mobile Macedonia», рішення було схвалено 17 червня. Всі права, продукція та дизайн «T-Mobile Macedonia» були передані компанії «Македонски Телеком». 3 вересня 2015 було оголошено про припинення існування брендів «T-Home» і «T-Mobile» у Македонії, на зміну яким приходив новий бренд «Telekom», який і надалі стане надавати продукцію і послуги.

## Продукція
«Македонски Телеком» — провідний оператор телефонного зв'язку в Македонії, надання Інтернет-послуг, включених телекомунікаційних та розважальних послуг. Компанія збирається в майбутньому розширювати асортимент послуг на національному рівні, в основному щодо мобільного зв'язку та широкосмугового доступу в Інтернет.

### Мобільний зв'язок
«Telekom.mk» — перший мобільний GSM-оператор в Македонії, створений у вересні 1996 року під назвою «Mobimak». У 2006 році він був перейменований в «T-Mobile», у 2015 — у «Telekom.mk» для синхронізації з іншими дочірніми підприємствами Deutsche Telekom. В зону покриття оператора входять 99,9 % населення і 98,5 % території країни. Telekom.mk першим відкрив у Македонії доступ до технологій зв'язку 4G LTE, GPRS, EDGE і інших мобільних та Інтернет-послуг.

### Виділені лінії
Компанія займається переважно IP-телефонією.

### Інтернет
Асортимент Інтернет-послуг компанії досить широкий: безпосередній вихід в Інтернет, служби зберігання даних, продаж обладнання та підключення до різних інформаційних систем. В даний час проводиться розповсюдження оптоволоконного зв'язку: так, в 2012 році були оснащені 88068 будинків, з них 12333 — у великих містах (Скоп'є, Куманово, Штип, Струмиця, Охрид, Гостивар).
У листопаді 2011 року був запущений проект модернізації мережі на базі мультимедійної платформи IMS нового покоління, яке могло використовуватися для розвитку інтерактивних служб 2Play і 3Play та адаптації телефонної мережі загального користування під IP-протокол. До червня 2012 року близько 100 тисяч абонентів Telekom перейшли на нову платформу, а всього 290 тисяч виділених ліній перейшли на нову платформу. В лютому 2014 року Deutsche Telekom заявив, що його дочірнє підприємство «Македонски Телеком» стало першим, яке адаптувало телефонну мережу загального користування під технології IP-телефонії і перевело всі служби комунікації на основу обчислювальних мереж.

### IP-телебачення
У листопаді 2009 року була запущена служба цифрового IP-телебачення MaxTV, яка пропонує більше 150 каналів і ряд інтерактивних служб (в тому числі телетекст). Число абонентів даної служби налічує понад 100 тисяч осіб.

## Вебпортали
«Македонски Телеком» займається розробкою вебсайтів та вебпорталів. Перший портал був представлений 7 грудня 1999 компанією MTnet (колишній Інтернет-провайдер), на якому були представлені список послуг провайдера і кілька каталогів. На порталі з'являлися щодня новини Македонії та світу, а також відображалася інформація для користувачів Інтернету.
У лютому 2004 року був запущений новий портал IDIVIDI, який пропонував каталоги сайтів з тематики новин країни і світу, бізнесу, спорту, стилю та моди, розваг, краси і здоров'я, а також технологічних новинок. У 2008 році щодня його відвідували 35 тисяч осіб, максимальна відвідуваність тоді склала 60 тисяч чоловік в день. Щодня на порталі публікуються до 200 новинних повідомлень.
IDIVIDI також включає в себе систему рекламних оголошень, словник на 10 мовах, службу онлайн-чатів і форум, можливість скачування програм та ігор, освітні курси, публікації щоденних газет і журналів, а також трансляції вебкамер 24 години на добу. Також там є служба відеохостингу і спільнота онлайн-ігор.